# 鹤北铁路
鹤北铁路是中华人民共和国黑龙江省鹤岗市境内的一条单线非电气化铁路，全长44千米。
1970年代初，为了开发小兴安岭东南山麓丘陵地带的过熟林，以及萝北县及黑龙江生产建设兵团第二师（现今的农垦宝泉岭管理局）的粮食外运，黑龙江省于1972年3月提出建设鹤北铁路。1973 年10月由合江林管局委托交通部铁路第三勘察设计院线路勘测（当时铁道部并入了交通部）。1974年10月部分区段开工。1975年5月施工设计完毕，8月全线开工。由黑龙江省林业总局、鹤岗市、鹤岗矿务局、佳木斯铁路分局、合江林管局、黑龙江生产建设兵团第二师共六家联合组建指挥部，共同承担建设任务。以机械施工为主，机械完成全线土石方314.4万立方米工程量的90％以上。累计投资4249万元。平均每公里造价97.46万元。1981年8月10日区段通车，同年12月30日正式交付营运。线路允许时速50公里，牵引质量：货车1500吨，客车700吨。

## 未来发展
作为正在筹建中的鹤名铁路的一部分，鹤北铁路未来将延伸至萝北县和名山口岸。